# Globba leucantha
Globba leucantha är en enhjärtbladig växtart som beskrevs av Friedrich Anton Wilhelm Miquel. Globba leucantha ingår i släktet Globba och familjen Zingiberaceae.

## Underarter
Arten delas in i följande underarter:
- G. l. bicolor
- G. l. flavidula
- G. l. violacea
- G. l. leucantha
- G. l. peninsularis